# Iglesia de El Calvario (Santa Ana)
La Iglesia El Calvario es una iglesia católica ubicada en la ciudad salvadoreña de Santa Ana y sede de una parroquia de la diócesis homónima. Fue construida entre 1824 y 1825, pero ha sido restaurada en varias ocasiones a través de los años. 

## Historia
La iglesia El Calvario fue construida entre 1824 y 1825 bajo la idea del párroco de Santa Ana Manuel María Ceceña. Posteriormente colapsó la fachada y parte de las paredes de la iglesia debido a los materiales usados en su construcción, siendo reparada posteriormente. En 1833 un huracán destruyó totalmente la iglesia. En 1859 se inició la reconstrucción bajo el párroco Juan Francisco Chavéz, pero fue suspendida por la muerte del contratista.
Posteriormente, en 1868, el párroco Guadalupe Recinos inició la reconstrucción de la iglesia, en lo cual trabajó hasta 1880 cuando se suspendió debido a la falta de fondos. En abril de 1882, el obispo Luis Cárcamo y Rodríguez encomendó la reedificación a Fray Felipe de Jesús Moraga, quien terminó la obra, siendo bendecida el 6 de diciembre de 1882.
En el año 2001, debido a los terremotos que asolaron al país, se desplomó una gran parte del templo, iniciándose nuevamente su reconstrucción hasta su total finalización.